# 31-й армейский корпус (Российская империя)
31-й армейский корпус — общевойсковое соединение (армейский корпус) Русской императорской армии. Образован 19 марта 1915 года.

## Командиры
- 19.03.1915-16.04.1917 — генерал-адъютант, генерал от артиллерии Мищенко, Павел Иванович
- 16.04.1917-29.05.1917 — генерал-лейтенант Поспелов, Сергей Матвеевич
- май 1917-? — Генерального штаба генерал-лейтенант Березовский, Александр Иванович

Участие в боевых действиях
В июне 1915 г. корпус сражался во Втором Томашовском сражении. Корпус — участник Люблин-Холмского сражения 9 — 22 июля 1915 г., Виленской операции в августе - сентябре 1915 г.